# تاريخ الحكم في عمان بعد الإسلام
تشتهر سلطنة عُمان بتاريخها العميق من قبل بزوغ فجرالإسلام وبعده. ولكن بعد إسلام أهل عُمان بدون حرب بعد دعوة أبا زيد الأنصاري من الخزرج وعمرو بن العاص أثناء حًكم أبناء الجلندى جيفر وعبد توالت عليها كثير من التغييرات 

فقد ذهب العُلماء إلى الحكم الإسلامي بحيث ينتخب حاكم ذو صيط واسع ويطلق عليه اسم الإمام 

توالت على عُمان الكثير من العهود، فهناك فترة حكم آل الجلندى وعمال الخلفاء الراشدين والعباسيين والأمويين والعثمانيين بنسب متفاوتة 

وحكم الأئمة والسلاطين وفترات من الأختلافات والحروب الداخلية والاحتلال البرتغالي والبريطاني

## عمال الخلفاء الأمويين
- (714-702) الخيار بن سبرة المجعاشي من قبل الحجاج بن يوسف.[1]
- (715-714) سيف بن الهاني (ولاه الوليد بن عبدالملك بعد وفاة الحجاج).[1]
- (715-715) صالح بن عبد الرحمن
- (717-715) زياد بن المهلب من قبل أخيه يزيد بن المهلب صاحب العراق
- (717) عمال عدي بن أرطاة
- عمر بن عبد الله الأنصار انتهى حكمة في 720 م عين من قبل الخليفة عمر بن عبد العزيز
- زياد بن المهلب من 720 إلى 749 وحكم حتى انقضت دولة بني أمية في الشام، فعادت عمان إلى استقلالها السابق

## عمال الخلفاء العباسيين
بعد زوال دولة بني أمية أوفد العباسيون عمالا من قبلهم إلى عُمان ففي عام 749م تم تعيين جناح بن عبادة ولكنة لم يدم فتم تعيين أبنه مُحمد بن جناح ولكنة أيضاً لم يدم فقد أنتهت ولايتة في عام 750 وقامت الدولة الجلندانية الثانية
عاد العباسيون إلى عمان بعد غزا البلاد واليهم على البحرين ابن نور عام 893م وأستمرت ولايتة عام وأحد 

وعين بعد محمد بن نور الذي كان يسموه العمانيون محمد بن بور أحمد بن هلال في عام 894 وهو من بني سامة وقدم من بهلا بناء على طلب ابن نور، وفي نفس الفترة أستقل بنوا سامة بالحكم بقيادة أبو محمد بيجرة 

وبهذا أنتهت فترة ولاية العباسيين على عُمان

## عمال الخلفاء العثمانيين
أستمرت ولاية العثمانيين على عًمان من عام 1550 م إلى عام1551 وفي العام 1588 في مسقط.

## عهد الأحتلال البرتغالي
أستمر الاحتلال البرتغالي في عُمان من الفترة 1506 إلى 1650 م وذلك في مناطق محدودة من مسقط وصحار وغيرها

وتم طردهم على يد الإمام ناصر بن مرشد اليعربي مؤسس الدولة اليعربية

## عهد الأحتلال البريطاني
في عام 1800م بدأ الاحتلال البريطاني لعُمان وأطلق على الحاكم البريطاني الذي يدير الاحتلال اسم الوكيل البريطاني في عمان وذلك إلى عام 1891م، ومن هولاء الوكلاء آرتشيبالد بوغل، وإدوارد موكلير 

في عام 1891م إنتهى الاحتلال الفعلي وتم تعيين قنصل بريطاني وذلك إلى عام 1949 

منذ عام 1949م تعاقب عدة جنرالات بدرجة قنصل وكان أولهم الجنرال فريدريك تشارلز ليزلي تشونسي وآخرهم ديفيد جوردن كراوفورد حيث انتهى ذلك في عام 1971م.

## الأئمة
الإمامة في عُمان تكون بتولي رجل من أهل العلم وأهل الدين من قبل علماءالاباضية وذلك بترشيحة بشرط أن يكون صاحب دين ونزيهٌ وغيرها من الأمور الحميدة
ولقد تولى على عُمان العديد من الأئمة وذلك في فترات كثيرة ومتفرقة وكان الإمام الجلندى بن مسعود بن جيفر بن الجلندى أول هؤلاء الأئمة وهو من آل الجلندى من بني معولة بن شمس الأزدي وذلك في عام 752 م وآخرهم الإمام غالب بن علي الهنائي الذي توفي في عام 2009م.
هذا وقد بويع الإمام غالب بن علي الهنائي بالإمامة عام 1954م بعد وفاة الإمام محمد بن عبد الله الخليلي.
إلا أن الهدوء الذي عرفته إمامة الخليلي نسبيا لم يستمر وذلك عندما قامت قوات الاحتلال البريطاني باحتلال المدن العمانية واحدة تلو الأخرى بغرض استعمار البلاد واستكشاف النفط فيها. وسرعان ما تسارعت الأمور وأدت إلى حرب ضروس عرفت بـثورة الجبل الأخضر شارك فيها سلاح الجو الملكي البريطاني والبحرية الملكية البريطانية وقوات الطيران الخاصة وعدد كبير من المجندين من إيران وبلوشستان، وانتهت بخروج الهنائي عام 1959م إلى المملكة العربية السعودية هو وأخوه الشيخ طالب الهنائي والكثير من قادة الثوار ومن كبار شيوخ عُمان، كان بينهم سليمان بن حمير النبهاني المعروف بأمير الجبل الأخضر.
وتعتبر حرب الجبل الأخضر من أعنف الحروب التي عرفتها عمان في القرن العشرين. ولم تتوقف رغبة الهنائي في الكفاح ومحاولة طرد المستعمر البريطاني من عمان والمطالبة بشرعية «إمامة عمان» وقام مكتب الإمامة بعرض القضية في جامعة الدول العربية ثم إلى منظمة الأمم المتحدة لطرح الموضوع.
وظل الأمر سجالا إلى أن تولى السلطان قابوس بن سعيد منتصف العقد السابع من القرن الماضي مقاليد الحكم في سلطنة عمان إثر انقلاب منظم من قبل الإنجليز على أبيه سعيد بن تيمور وعندها بدأت الأوضاع في شمال عمان بالهدوء بينما كانت تشتعل ثورة شعواء في جنوب عمان هي ثورة ظفار.

## النباهنة
حكم بني نبهان عمان مدة 5 قرون وذلك على فترتين الأولى من 1145 م إلى 1462 م والثانية من 1556 م إلى 1626 م 

أما الفترة الأولى: أستمرت أربعمائة عام تقريباً وبدأت بعد وفاة الإمام أبي جابر موسى بن أبي المعالي موسى بن نجاد في عام 1145 م، وانتهت بوفاه سليمان بن سليمان بن مظفر النبهاني 

أما الفترة الثانية: فأستمرت من عام 1556 م إلى 1626 م وتاريخهم غير معروف إلا أن فلاح بن مُحسن هو من أدخل زراعة المانجو (همبة) في عُمان وحصن بهلا كبره بالحجم العظيم المشهود له، اما امور أخرى غير معروفه إلا أن بني خروص يقولون انهم ظلمة لأنهم هم من مزقوا كل ما يخص تاريخهم فكيف يحكموا دولة 500 عام ممزقةً وضعيفةً وان ما ادعوا يمس ملك من ملوك النباهنه فليس الكل كمثله والله يتوب غفور رحيم. ولكن من المعتقد ان نظام الإفلاج الحالي الموجود في عمان من زمنهم ويُعتقد هم من طوروه ووضعوه بالصورة التي تناسبت إلى يومنا هم ليسوا حكام أو سلاطين بل كانوا يلقبوا بالملوك

## اليعاربة
بسبب الاضطرابات الداخلية والاحتلال البرتغالي وقيام لانقسامات الداخلية في البلاد، اجتمع أهل الحل والعقد في الرستاق، واختاروا «ناصر بن مرشد اليعربي» إماماً على عمان عام 1624م، وبذلك قامت دولة اليعاربة

فقد قام الإمام ناصر بن مرشد بتوحيد البلاد بمحاربة البرتغاليين إلى عام 1649 ومن أهم إنجازاته تحرير جلفار (راس الخيمة) 1633 م.

بعد الإمام ناصر تولى الإمام سلطان بن سيف الأول الإمامة خلال الفترة 1649-1669 م وخلال فترة حكمه قام بطرد البرتغاليين نهائياً من عُمان

### السجل التاريخي
- الإمام ناصر بن مرشد (1624 – 1649 م) مؤسس دولة اليعاربة. واليعاربة يرجعوا لبني نبهان نسبا فهم عائلة من بني نبهان وهنا نرى من هم بني نبهان اصلا، فقد أنشأ جيشاً قوياً، فوحد البلاد، وبدأ بمحاربة البرتغاليين.
- الإمام سلطان بن سيف الأول (1649 – 1680 م): طرد البرتغاليين من عمان ومنطقة الخليج، وعمل على بناء أسطول بحري لمحاربتهم في البحر.
- الإمام بلعرب بن سلطان (1680 – 1692 م): استمر بعد والده في سياسة البناء والإعمار، فاستصلح الأراضي، وقام ببناء حصن جبرين.
- الإمام سيف بن سلطان الأول (1692 – 1711 م): عمل على تقوية الأسطول والجيش، وتابع سياسة مقاومة البرتغاليين في شرقي أفريقيا والهند.
- الإمام سلطان بن سيف اليعربي (1711 – 1718 م): تطور الأسطول في عهده، وتمكن من إعادة السيادة العمانية على مياه الخليج والمحيط الهندي.
- الإمام سيف بن سلطان الثاني (1718 – 1741 م): بدأ ضعف الدولة في عهده نتيجة للخلافات الداخلية، مما فتح المجال للتدخل الأجنبي في شؤون البلاد.
- الإمام سلطان بن مرشد اليعربي (1741 – 1744 م): تمكن من القضاء على الفتن الداخلية، واتخذ الرستاق عاصمة له، نجح في رد الهجوم الفارسي على صحار. انتهت دولة اليعاربة بعد وفاته، أجمع أصحاب الحل والعقد في عمان على مبايعة والي صحار آنذاك (أحمد بن سعيد) إماماً على عمان.

## آل بو سعيد
آل سعيد هي العائلة الحاكمة في عُمان في الفترة الحالية 

ومؤسس هذه الدولة هو الإمام أحمد بن سعيد عام 1749 م 

وقد شهد البلاد في فترة حكم آل سعيد كثيرا من التغيرات من ازدهار وأنكسار وتمرد داخلي 

ففي زمن الإمام أحمد بن سعيد مؤسس الدولة بدأت البلاد في الازدهار المتواصل

وفي زمن السلطان سعيد بن سلطان 1804 م كانت عُمان أمبراطورية البحر فقد أمتدت من سواحل الهند إلى أفريقيا وتحديداً زنجبار وجزر القمر وغيرها من المناطق الأفريقية وكانت تملك أراضي شاسعة من الجزيرة العربية.
ولكن شهد البلاد أنقسام بعد وفاة السلطان سعيد وبدأ الأقتصاد في الانهيار وبذلك تسبب في عدم حفظ الأمن ونزول الأجانب ومنها بدأ الأحتلال البريطاني الذي أدى إلى نشوب حروب أهلية وإقامة الإمامة في المناطق الداخلية في عُمان مما أدى إلى بقاء حكم آل سعيد على المناطق الساحلية.

### قائمة سلاطين زنجبار آل سعيد في زنجبار
بعد وفاة السلطان سعيد بن سلطان (سلطان عُمان وزنجبار) انقسمت البلاد بين أبنائه، فتولى أمر زنجبار أبنه ماجد بن سعيد وذلك عام 1856 م حيث أعترف به صاحب مسقط كسلطان على زنجبار، وتوالت حكم آل سعيد على زنجبار بعد السلطان سعيد بن سلطان كـ التالي:
1. ماجد بن سعيد من 1856 إلى 1870
2. برغش بن سعيد من 1870 إلى 1888
3. خليفة بن سعيد من 1888 إلى 1890
4. علي بن سعيد من 1890 إلى 1893
5. حمد بن ثويني بن سعيد من 1893 إلى 1896
6. خالد بن برغش البوسعيدي خالد بن برغش بن سعيد في 1896
7. حمود بن محمد بن سعيد من 1896 إلى 1902
8. علي بن حمود من 1902 إلى 1911
9. خليفة بن حارب بن ثويني بن سعيد من 1911 إلى 1960
10. عبد الله بن خليفة (2) من 1960 إلى 1963
11. جمشيد بن عبد الله من 1963 إلى 1964

## مقالات ذات صلة
- تاريخ عمان.